# Spacer (Biologie)
Spacer- oder Trenn-DNA-Sequenzen findet man auf der DNA zwischen Genen, z. B. zwischen den gruppenweise angeordneten rRNA-Genen (rDNA). Im Falle der rRNA-Gene werden die Spacer-Sequenzen zusammen mit den rRNA-Genen in ein einziges Primärtranskript umgeschrieben. Die Spacer-Sequenzen werden dann aus dem Primärtranskript herausgeschnitten. Dies garantiert die Produktion der gleichen Menge der Genprodukte.